# Androcalva adenothalia
Androcalva adenothalia är en malvaväxtart som beskrevs av C.F.Wilkins. Androcalva adenothalia ingår i släktet Androcalva och familjen malvaväxter. Inga underarter finns listade i Catalogue of Life.